# Kenichiro Kogure
Kenichiro Kogure (木暮賢一郎?, Kogure Kenichiro; Prefettura di Kanagawa, 11 novembre 1979) è un allenatore di calcio a 5 ed ex giocatore di calcio a 5 giapponese.

## Carriera

### Giocatore
Icona nazionale del calcio a 5, Kogure ha diviso la sua carriera tra il campionato giapponese e quello spagnolo. Con la nazionale maschile di calcio a 5 del Giappone ha partecipato a tre edizioni della Coppa del Mondo e vinto due edizioni della Coppa d'Asia.

### Allenatore
Nella stagione 2016-17 vince il campionato giapponese alla guida dello Shriker Osaka, interrompendo il monopolio dei Nagoya Oceans capaci di vincere, fino ad allora, tutte le edizioni disputate. Già commissario tecnico della nazionale femminile nonché assistente di Bruno García in quella maschile, il 22 novembre 2021 prende il posto dell'allenatore spagnolo alla guida del Giappone. L'anno seguente conduce la selezione nipponica alla vittoria della sua quarta Coppa d'Asia.

## Palmarès

### Giocatore

#### Club
- Campionato giapponese: 3
Nagoya Oceans: 2009-10, 2010-11, 2011-12

#### Nazionale
- Coppa d'Asia: 2
Uzbekistan 2006, Emirati Arabi Uniti 2012

### Allenatore

#### Club
- Campionato giapponese: 1
Shriker Osaka: 2016-17

#### Nazionale
- Coppa d'Asia: 1
Kuwait 2022